# 2N-ميثيل غوانوسين
الـ2N-ميثيل غوانوسين (بالإنجليزية: N2-Methylguanosin)‏ واختصارا (م2غ) صيغته الجزيئية C11H15N5O5، هو نوكليوسيد قاعدته 2N-ميثيل غوانين وهي مشتق ممثيل للغوانين مرتبطة بسكر الريبوز. يتواجد طبيعيا في بعض جزيئات الرنا الناقل والريبوسومي والرنا الصغير. على سبيل المثال يتواجد جزيء (م2غ) في الوضعية 10 للرنا الناقل للفينيل ألانين بين الذراع المستقبل وذراع ثنائي هيدرويوراسيل:

الرنا الناقل لل فينيل ألانين لدى الخميرة. 2N-ميثيل أدينوسين موضح بـ m2G.